# Alex Schmeisser
Alex Schmeisser (* 1974 in Thüringen als Alexander Cullmann-Schmeisser) ist ein deutscher Liedermacher, Musiker, Kinderliedermacher, Erzieher und Pädagoge im Förderbereich.

## Leben
Alex Schmeisser wurde in Thüringen geboren und wuchs auch dort auf. Als Kind war er Mitglied im Kirchenchor. Er hatte zunächst, Blockflötenunterricht, später klassischer Gitarrenunterricht. Im Alter von zwanzig Jahren verzog er nach Rheinland-Pfalz, absolvierte den Zivildienst und begann eine Ausbildung zum staatlich anerkannten Erzieher. Es folgte ein Studium Förderschulpädagogik auf Lehramt. Heute arbeitet Schmeisser als Lehrer an der Förderschule in Bad Kreuznach mit geistig- und körperlich behinderten Kindern. 2022 erhielt Schmeisser den Kulturpreis der Stadt Bad Kreuznach. Schmeisser erhielt 2023 den Preis der deutschen Popstiftung in der Sonderkategorie "Bestes Kinderliederalbum".
Schmeisser produziert in seinem Studio Lieder und Musik für Kinder sowie Auftragsproduktionen. Regelmäßig gibt er Live-Konzerte und ist bundesweit musikalisch unterwegs.
Schmeisser lebt in Bad Kreuznach, ist verheiratet und hat zwei Kinder.

## Diskografie

### Alben
- 2006: Guck in die Welt
- 2011: Die Welt ist bunt
- 2013: Dezembergestöber
- 2017: Picknick mit Gitarre
- 2020: Wir

### Kompilationsbeiträge
- 2009:  European Playground (mit Anneliese, Putumayo Kids, Mutterlabel: Putumayo World Music)
- 2017: Die schönsten Oster- und Frühlingslieder für Kinder (mit Regenbogen, Zauberwald Records)